# Ghana ai Giochi della XXX Olimpiade
Il Ghana ha partecipato ai Giochi della XXX Olimpiade di Londra che si sono svolti dal 27 luglio al 12 agosto 2012. È stata la 13ª partecipazione degli atleti ghanesi ai giochi olimpici estivi.
Gli atleti della delegazione ghanese sono stati 9 (6 uomini e 3 donne), in 2 discipline. Alla cerimonia di apertura il portabandiera è stato il pugile Maxwell Amponsah; nessun portabandiera ha presenziato alla cerimonia di chiusura.
Nel corso della manifestazione il Ghana non ha ottenuto alcuna medaglia.

## Atletica leggera
| Q | Qualificato al turno successivo per la posizione in qualificazione                                                           |
| q | Qualificato per il turno successivo per ripescaggio o, negli eventi su campo, conquistando la misura minima per qualificarsi |

### Maschile
Eventi su campo
| Atleta           | Evento         | Qualifica | Qualifica | Finale          | Finale          |
| Atleta           | Evento         | Distanza  | Posizione | Distanza        | Posizione       |
| ---------------- | -------------- | --------- | --------- | --------------- | --------------- |
| Ignisious Gaisah | Salto in lungo | 7,79 m    | 18°       | non qualificato | non qualificato |

### Femminile
Eventi di corsa su pista e strada
| Atleta    | Evento | Batteria  | Batteria  | Semifinale      | Semifinale      | Finale          | Finale          |
| Atleta    | Evento | Risultato | Posizione | Risultato       | Posizione       | Risultato       | Posizione       |
| --------- | ------ | --------- | --------- | --------------- | --------------- | --------------- | --------------- |
| Vida Anim | 200 m  | 23"71     | 8ª        | non qualificata | non qualificata | non qualificata | non qualificata |

Eventi combinati
| Atleta           | Evento    |           | 100H | SA  | GP  | 200 m | SL  | LG  | 800 m | Finale | Posizione |
| ---------------- | --------- | --------- | ---- | --- | --- | ----- | --- | --- | ----- | ------ | --------- |
| Margaret Simpson | Eptathlon | Risultato | DNS  | DNS | DNS | DNS   | DNS | DNS | DNS   | DNS    | DNS       |
| Margaret Simpson | Eptathlon | Punti     | DNS  | DNS | DNS | DNS   | DNS | DNS | DNS   | DNS    | DNS       |

## Judo
Maschile
| Atleta          | Evento | 32-esimi             | 16-esimi                      | Ottavi               | Quarti               | Semifinali           | Ripescaggio          | Med. bronzo          | Finale               | Posizione       |
| Atleta          | Evento | Avversario Risultato | Avversario Risultato          | Avversario Risultato | Avversario Risultato | Avversario Risultato | Avversario Risultato | Avversario Risultato | Avversario Risultato | Posizione       |
| --------------- | ------ | -------------------- | ----------------------------- | -------------------- | -------------------- | -------------------- | -------------------- | -------------------- | -------------------- | --------------- |
| Emmanuel Nartey | -73 kg | Bye                  | D. Elmont (NED) P (0003-0111) | non qualificato      | non qualificato      | non qualificato      | non qualificato      | non qualificato      | non qualificato      | non qualificato |

## Pugilato
Maschile
| Atleta           | Evento                      | Sedicesimi                   | Ottavi di finale       | Quarti di finale     | Semifinali           | Finale               | Pos.     |
| Atleta           | Evento                      | Avversario Risultato         | Avversario Risultato   | Avversario Risultato | Avversario Risultato | Avversario Risultato | Pos.     |
| ---------------- | --------------------------- | ---------------------------- | ---------------------- | -------------------- | -------------------- | -------------------- | -------- |
| Tetteh Sulemanu  | Pesi mosca leggeri (-49 kg) | J. Ortiz (PUR) P 6–20        | non qualificato        | non qualificato      | non qualificato      | non qualificato      | 17º      |
| Duke Micah       | Pesi mosca (-52 kg)         | J. Lavigilante (MRI) V 18-14 | M. Conlan (IRL) P 8-19 | non qualificato      | non qualificato      | non qualificato      | 9º       |
| Isaac Dogboe     | Pesi gallo (-56 kg)         | S. Shimizu (JPN) P 9–10      | non qualificato        | non qualificato      | non qualificato      | non qualificato      | 17º      |
| Maxwell Amponsah | Pesi massimi (-91 kg)       | N.D.                         | ritirato               | ritirato             | ritirato             | ritirato             | ritirato |

## Sollevamento pesi
Femminile
| Atleta          | Evento | Strappo   | Strappo    | Slancio   | Slancio    | Totale | Classifica |
| Atleta          | Evento | Risultato | Classifica | Risultato | Classifica | Totale | Classifica |
| --------------- | ------ | --------- | ---------- | --------- | ---------- | ------ | ---------- |
| Alberta Ampomah | +75 kg | 73 kg     | 14ª        | 101 kg    | 12ª        | 174 kg | 13ª        |